# ウィザード (ドイツのバンド)
ウィザード（Wizard）は、ドイツのヘヴィメタルバンド。音楽的には、いわゆるジャーマンメタルないしはパワーメタルに分類される。「ドイツのマノウォー」の異名を取る。

## メンバー
- Sven D'Anna - (Vocals)
- Dano Boland - (leadGuitar,Key's and backingvocals)
- Volker Leson - (Bass)
- Soren Van Heek "Snoppi" - (Drums)
- Michael Maass - (Guitars)

## 作品
- WIZARD （1990年）
- Son of Darkness （1995年）
- Battle of Metal （1996年）
- Bound by Metal （1997年）
- Head of the Deceiver （2001年）
- ODIN （2003年）
- Magic Circle （2005年）
- Goochan（2007年）
- Thor （2009年）
- ...Of Wariwulfs and Bluotvarwes（2011年）